# Skutulsfjörður

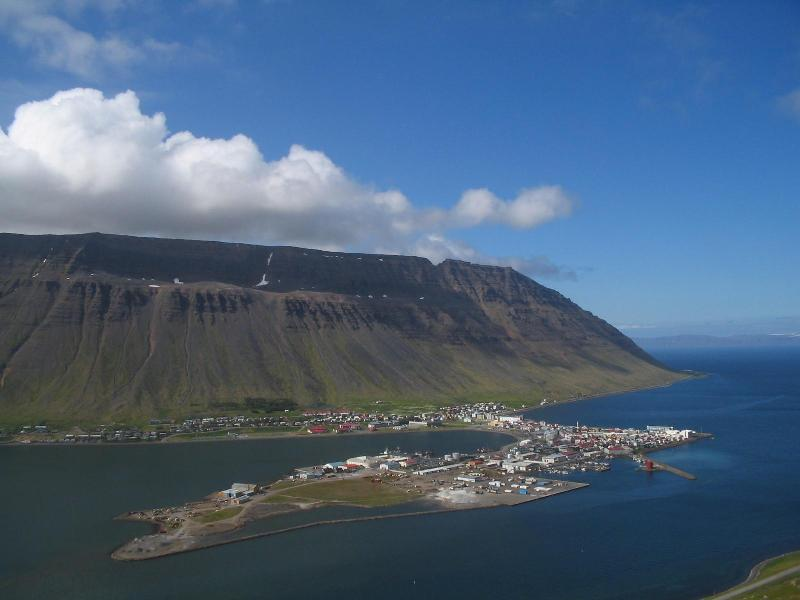
Ísafjörður au bord du fjord

Le Skutulsfjörður est un fjord secondaire d'Islande, débouchant dans l'Ísafjarðardjúp, dans la région des Fjords de l'Ouest. La ville d'Ísafjörður, capitale de la région, ainsi que son aéroport, sont situés autour d'un banc de sable de ce fjord.